# محمد لاوال (لاعب كرة قدم)
محمد لاوال (بالإنجليزية: Mohammed Lawal) هو لاعب كرة قدم نيجيري في مركز الهجوم، ولد في 23 سبتمبر 1939 في كادونا في نيجيريا. شارك مع منتخب نيجيريا لكرة القدم.

## وصلات خارجية
- محمد لاوال على موقع الاتحاد الدولي (مؤرشف)  (الإنجليزية)
- محمد لاوال على موقع عالم كرة القدم.نت (الإنجليزية)
- محمد لاوال على موقع أوليمبيديا (الإنجليزية)